# Diodoros Kronos
Diodoros Kronos (altgriechisch Διόδωρος Κρόνος Diódōros Krónos, latinisiert Diodorus Cronus; * im 4. Jahrhundert v. Chr. in Iasos; † um 284 v. Chr. vermutlich in Alexandria) war ein griechischer Philosoph der Antike. Innerhalb der Philosophiegeschichte zählt man ihn zu den Megarikern.
Falls Diodoros Schriften verfasst hat, sind sie verloren; erhalten sind lediglich etliche Testimonien (antike Berichte über Leben und Lehre).

## Überlieferung
Über das Leben des Diodoros Kronos berichten vor allem Diogenes Laertios, Strabon und Clemens von Alexandria, über seine Lehre vor allem Sextus Empiricus, verschiedene Aristoteles-Kommentatoren, Cicero, Epiktet, Aulus Gellius, Alexander von Aphrodisias und Boethius.

## Leben
Der aus Iasos stammende Diodoros Kronos war ein Schüler eines gewissen Apollonios von Kyrene, der wiederum Schüler des Eubulides war. Der Beiname „Kronos“ (etwa „alter Narr“) ist von seinem Lehrer auf ihn übergegangen.
Gegen Ende des 4. Jahrhunderts v. Chr. hat Diodoros Kronos in Athen gelehrt, wohl in den 280ern v. Chr. dürfte er nach Alexandria übersiedelt sein, wo er vermutlich auch starb. Zu seinem Tod ist bei Diogenes Laertios eine möglicherweise erfundene Geschichte überliefert, der nach er Selbstmord begangen haben (oder vor Scham tot umgefallen sein) soll, nachdem er nicht in der Lage gewesenen war, ein ihm am Hof Ptolemaios I. vorgelegtes dialektisches Problem zu lösen.
Clemens von Alexandria berichtet von fünf Töchtern, die alle Dialektikunterricht erhielten. Schüler des Diodoros Kronos waren Zenon von Kition und Philon von Megara, eher unwahrscheinlich ist die Behauptung, dass dies auch auf Arkesilaos zutrifft.

## Lehre
Es sind weder Schriften noch Titel von Schriften des Diodoros Kronos erhalten.

### Logik und Semantik
| p | q | p → q |
| - | - | ----- |
| W | W | W     |
| W | F | F     |
| F | W | W     |
| F | F | W     |

Definition der wahren Konditionalaussage
Laut Cicero hat sich Diodoros mit der Frage beschäftigt, wann eine Konditionalaussage (synēmménon; ein nicht von Diodoros stammendes Beispiel: „Wenn es regnet, dann ist die Straße nass“) wahr bzw. falsch ist. Sextus Empiricus berichtet, dass seine Antwort leicht von derjenigen Philons von Megara („Die Konditionalaussage [ist] dann wahr, wenn sie nicht mit Wahrem beginnt und mit Falschem endet.“) abwich: „Eine Konditionalaussage [ist] dann wahr, wenn es weder möglich war, noch möglich ist, dass sie mit Wahrem beginnt und mit Falschem endet.“ Ob die Antwort Philons oder die Diodoros' älter ist, lässt sich aus der Stelle nicht erschließen.
In der beistehenden modernen Wahrheitswerttabelle zur Konditionalaussage lässt sich ablesen – was schon Diodoros und Philon von Megara feststellten –, dass eine Konditionalaussage (in der Tabelle „p → q“, zum Beispiel „Wenn es regnet, dann ist die Straße nass.“) dann falsch ist, wenn der Vordersatz (ēgoúmenon, in der Tabelle „p“, zum Beispiel „Es regnet.“) wahr (in der Tabelle „W“) ist und der Nachsatz (lḗgon, in der Tabelle „q“, zum Beispiel „Die Straße ist nass.“) falsch (in der Tabelle „F“) ist.
Definitionen der Modalbegriffe und der Meisterschluss
Cicero, Plutarch, Boethius und Alexander von Aphrodisias berichten von Diodoros' Definitionen der Modalbegriffe Möglichkeit, Unmöglichkeit, Notwendigkeit und Nicht-Notwendigkeit. Möglich sei, was entweder wahr ist oder wahr sein wird, nach anderen Quellen, was entweder der Fall ist oder der Fall sein wird. Die übrigen Modalbegriffe hat Diodoros laut Boethius folgendermaßen definiert. Unmöglich sei, was nicht ist und nicht sein wird. Notwendig sei, was ist und sein wird. Nicht notwendig ist, was nicht ist oder nicht sein wird. Diodoros' Möglichkeitsbegriff weist eine Ähnlichkeit mit demjenigen auf, den Aristoteles bereits zuvor den Megarikern zugeschrieben hat.
Die Richtigkeit seiner Definition des Möglichkeitsbegriffs hat Diodoros mit dem bereits in der Antike so bezeichneten Meisterschluss oder Meisterargument (kyrieúōn lógos [ὁ κυριεύων λόγος]) zu erweisen versucht. Der wichtigste antike Bericht stammt von Epiktet, Verständnis und Deutung des Meisterschlusses sind in der Forschung allerdings umstritten. So soll Diodoros folgende drei Aussagen für miteinander unvereinbar gehalten haben:
1. Alles Wahre in der Vergangenheit ist notwendig.
2. Aus Möglichem folgt nichts Unmögliches.
3. Es gibt Mögliches, das weder wahr ist noch wahr sein wird.

Die ersten beiden seien nach Diodoros wahr, also müsse die dritte falsch sein. Wenn die Negation der dritten Aussage wahr sei, so sei auch Diodoros' Definition des Möglichen wahr. Bereits in der Antike wurde Einspruch gegen die Wahrheit der ersten beiden Aussagen erhoben.
Unmehrdeutigkeit der Wörter
Laut Aulus Gellius behauptete Diodoros, dass kein Wort mehrdeutig sei. Was immer man denke oder sage, bedeute nur das, was man damit meine. Werde es von anderen in einem anderen Sinn aufgefasst, dann nicht, weil das Gesagte mehrdeutig sei, sondern weil man sich dunkel ausgedrückt habe. Aufgrund dieser Ansicht ordneten ihn spätere Autoren (Ammonios Hermeiou, Simplikios, Stephanos von Alexandria) der Gruppe von „Konventionalisten“ zu, die behauptet habe, Wörter seien nicht von Natur (phýsei), sondern durch Setzung (thései). Mit der These, dass nur die Intention des Sprechers die Bedeutung eines Wortes bestimme, und zwar jeweils in Bezug auf den spezifischen Anlass und die besondere Situation, in der die Aussage getätigt wird, steht Diodoros in der Tradition der Hermogenes, den Platon in seinem Dialog Kratylos die Idee einer konventionalistischen Semantik vertreten lässt, und radikalisiert diese noch einmal, da die Konvention nicht durch die Gesamtheit der Sprecher einer Sprache gebildet wird.
Vermutlich stammt von Diodoros auch das Argument, dass 10.000 Körner noch keinen Haufen ausmachen, da drei Körner keinen Haufen bilden, aber jeweils ein hinzugefügtes Korn nicht ausreicht, um einen Nicht-Haufen in einen Haufen zu verwandeln. Mit diesem und ähnlichen Argumenten wurden in der hellenistischen Periode scharf definierte Grenzen zwischen Zuständen oder Entitäten immer wieder in Zweifel gezogen. Sie erwiesen sich als folgenreich für die Definitionslehre: So ist es für die Definition eines Haufens offenbar nicht relevant, ob man die Körner zählt oder nicht.

### Physik
Laut Sextus Empiricus hat Diodoros behauptet, dass sich in der Gegenwart kein Gegenstand jemals bewegt, dass sich die Gegenstände aber wohl bewegt haben. Dass sich die Gegenstände bewegt haben, zeigt die alltägliche Erfahrung, dass sich die Gegenstände zuvor an anderen Orten befunden haben, als danach. Der Vorgang des Sich-Bewegens sei hingegen nicht denkbar, was Diodoros durch einige Argumente zu beweisen versucht hat. Das erste lautete: „Wenn sich etwas bewegt, bewegt es sich entweder an dem Ort, an dem es ist, oder an dem, an dem es nicht ist. Es bewegt sich aber weder an dem, an dem es ist, denn an ihm ruht es, noch an dem, an dem es nicht ist, denn an ihm ist es nicht. Also bewegt es sich nicht.“ Das zweite, das man als eine Variante des ersten ansehen kann, besagt: „Der teillose Körper muss sich an einem teillosen Ort befinden, und deshalb bewegt er sich weder an ihm - denn er füllt ihn ja aus; was sich bewegen soll, muss aber einen Ort haben, der grösser ist als es selbst - noch an einem Ort, an dem es nicht ist - denn er ist noch nicht an ihm, um sich an ihm zu bewegen. Daher bewegt er sich überhaupt nicht.“ Ein weiteres Argument beruht auf der Unterscheidung einer überwiegenden von einer totalen Bewegung. Aus dieser Unterscheidung wird wiederum auf die Unmöglichkeit von Bewegung geschlossen. Einige Forscher haben Diodoros' Annahme der Unmöglichkeit von Bewegung dahingehend gedeutet, dass sie Ausführungen Aristoteles’ angreifen sollten. Es bestehen aber Zweifel an dieser Interpretation.

## Rezeption
1935 hat Jan Łukasiewicz als erster den eigenständigen Charakter und Wert der stoischen Logik herausgearbeitet, bei der es sich im Unterschied zur einflussreicheren aristotelischen Logik nicht um eine Begriffslogik, sondern um eine Aussagenlogik handelte. Łukasiewicz hat dabei darauf hingewiesen, dass Philon von Megara und Diodoros als Vorarbeiter der stoischen Aussagenlogik gelten können, da ihre Beschäftigung mit der Wahrheit von Konditionalaussagen in ebendieses Gebiet fällt.